# Kościół łaciński

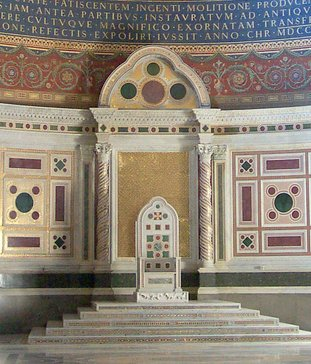
Katedra biskupa Rzymu w bazylice św. Jana na Lateranie

Kościół łaciński, Kościół rzymskokatolicki – największa liczebnie część Kościoła katolickiego, mająca własną, odrębną tradycję liturgiczną oraz własną i odrębną strukturę; widzialną głową Kościoła rzymskokatolickiego jest biskup Rzymu, czyli papież.
Z danych opublikowanych w „Annuario Pontificio” w 2010 wynika, że do Kościoła łacińskiego należy ok. 1 mld 130 mln ludzi, czyli ok. 98,5% katolików.

## Nazwa
Rzymski – jest odniesieniem do szczególnego związku kościelnego, jurysdykcyjnego z Rzymem jako stolicą biskupią. W określeniu tym zawarta jest też tradycyjna wiara, że św. Piotr oraz każdorazowy biskup Rzymu, jako jego następca, cieszą się tzw. prymatem Piotrowym. W pierwszych wiekach chrześcijaństwa Rzym, na mocy swego dziedzictwa Piotrowego, miał szczególną rolę wśród pięciu podstawowych ośrodków chrześcijaństwa (Pentarchia). Od pewnego momentu zwane były patriarchatami, na których czele, zgodnie z ówczesną organizacją, stał patriarcha. Do Benedykta XVI tytuł patriarchy był jednym ze zwyczajnych tytułów papieża. W 2024 papież Franciszek powrócił do tego tytułu.
Łaciński – jest odniesieniem do tradycji liturgicznej. Każdy z patriarchatów w pierwszych wiekach chrześcijaństwa ukształtował własne formy liturgiczne, które dotyczyły nie tylko samego języka, ale również w ogóle obrzędów. Liturgia łacińska, przede wszystkim modlitwa eucharystyczna zwana kanonem rzymskim stała się wyraźnym wyróżnikiem. Po soborze trydenckim (1545–1563) skodyfikowano ją i uczyniono uniwersalną dla całego Kościoła. Rzymski ryt liturgiczny doznał głębokiej odnowy za sprawą reformy liturgicznej soboru watykańskiego II (1962–1965).
Katolicki – słowo wywodzi się przez łac. catholicus z greki καθολικός (katholikos) i znaczy, że Kościół rzymski uznaje cechę „powszechności” jako swój element konstytutywny. O powszechności Kościoła mówi nicejsko-konstantynopolitańskie wyznanie wiary. Znalazło to wyraz np. u św. Augustyna, który szczególnie co do interpretacji Pisma świętego odwoływał się do reguły wiary ukazywanej przez Kościół katolicki: „Nie daję wiary Ewangelii, dopóki mnie do tego nie pobudzi autorytet Kościoła katolickiego” (por. KKK 119). Odnośnie do ksiąg kanonicznych trzeba kierować się powagą Kościołów katolickich, czyli tych, które były stolicami Apostołów (łac. sedes apostolica). Po schizmie wschodniej (1054) kościoły bizantyjskie nazwały się prawosławnymi, chcąc w ten sposób pokazać, że posiadają pełnię prawdy (w sposób prawowierny chwalą Boga). Nazwa „katolicki” utrzymała się przy Kościele związanym z Rzymem także po reformacji (1517) i miała odróżniać go również od protestantyzmu.
Zachodni – jest pojęciem mającym wyróżnić wspólnotę we wnętrzu samego Kościoła katolickiego i odróżnić ją od katolickich Kościołów wschodnich.

## Charakterystyka

### Organizacja
Struktura Kościoła rzymskokatolickiego jest ściśle hierarchiczna tak jak wszystkich Kościołów katolickich. Podstawową komórką organizacyjną jest diecezja, na której czele stoi biskup. Diecezje dzielą się na mniejsze jednostki: parafie. Biskup diecezji rzymskiej jest jednocześnie głową Kościoła łacińskiego (jak również katolickiego). Dla usprawnienia administracji stosowane są również pomocnicze jednostki administracyjne (np. dekanaty, metropolie).
Biskupi diecezji podlegają wyłącznie papieżowi, ale jednoczą się dla wspólnej pracy w konferencje lub synody. Wbrew obiegowej opinii sobór nie jest zgromadzeniem właściwym dla Kościoła rzymskokatolickiego, ale dla całego Kościoła katolickiego.
Całość organizacji Kościoła łacińskiego zawarta jest w Kodeksie prawa kanonicznego, który jest podstawowym dokumentem prawnym wspólnoty. Ostatnia redakcja Kodeksu miała miejsce w 1983.
Obecnie, polska siedziba (Sekretariat Konferencji Episkopatu Polski), znajduje się pod adresem Skwer kard. S. Wyszyńskiego 6, 01-015 Warszawa

### Duchowieństwo
W Kościele rzymskokatolickim, tak jak w całym Kościele katolickim obowiązują trzy stopnie święceń: diakonat, prezbiterat i episkopat.
Cechą wyróżniającą duchownych łacińskich od duchownych innych obrządków katolickich jest obowiązkowy celibat prezbiterów.

### Liturgia
Ryt łaciński różni się od stosowanych w innych Kościołach katolickich. Obecnie obowiązującą zwyczajną formą liturgiczną jest tzw. Novus Ordo Missae opracowany po Soborze Watykańskim II. Wcześniej obowiązującą była forma skodyfikowana przez Sobór Trydencki, który jako pierwszy ujednolicił liturgię łacińską. Forma trydencka może być nadal stosowana w liturgii jako dodatkowa (łac. extraordinaria).
Wbrew powszechnej opinii, nadal językiem obowiązującym w liturgii rzymskokatolickiej jest łacina. Wprowadzenie języków narodowych do liturgii ma formę rozwiązania dozwolonego.